# Simon Tolkien
Simon Mario Reuel Tolkien (n. 12 de enero de 1959) es un barrister y novelista británico. Simon Tolkien se educó en la Dragon School de Oxford y posteriormente en la Downside School. Estudió historia moderna en el Trinity College de Oxford. Desde 1994 ha ejercido como barrister en Londres, donde vive con su esposa y sus dos hijos. Es nieto de J. R. R. Tolkien, pues es el hijo mayor de Christopher Tolkien y su primera esposa, Faith Faulconbridge.
Su primera novela, The Stepmother («La madrastra»), se publicó en el Reino Unido en 2002, editada en rústica por Penguin Books. Random House publicó esta misma novela en los Estados Unidos el 24 de diciembre de 2002 con el título Final Witness («Testigo final»). Su segunda novela The Inheritance («La herencia») fue publicada por Minotaur Books el 13 de abril de 2010.
Cuando en 2001, durante el rodaje de la trilogía cinematográfica de Peter Jackson basada en El Señor de los Anillos, su padre Christopher Tolkien declaró que «sería mejor aconsejar al Tolkien Estate que evitara cualquier asociación específica con las películas», Simon rompió con el Estate y se ofreció a colaborar con los cineastas, declarando «mi visión era que tomásemos una línea mucho más positiva sobre la película que la marcada por mi padre». Algo más tarde le fue retirada la membresía del consejo de administración del Tolkien Estate, como represalia de su padre.